# Korpo
Korpo o Korppoo es una isla situada en el archipiélago de Turku. Se trata de un antiguo municipio del país europeo de Finlandia. El 1 de enero de 2009, se integró con Houtskär, Iniö, Nagu y Pargas para formar la nueva ciudad de Väståboland. A partir del 1 de enero de 2012 Väståboland pasó a llamarse Pargas (Parainen, en finés), que es también el nombre de una ciudad en una de las islas, lo que ha sido motivo de confusión para los turistas y visitantes a la zona.
El clima en Korpo es algo diferente al clima continental. Por lo general tiene veranos más fríos que en el continente, pero los inviernos son menos duras. El archipiélago en su conjunto se considera tiene el invierno más corto en Finlandia.